# Kurt Kokhauge Larsen
Kurt Kokhauge Larsen (født 17. september 1945) er en dansk virksomhedsleder. Kurt Larsen er bestyrelsesformand for den internationale transportkoncern DSV.
Kurt Larsen tiltrådte DSV i 1989 i forbindelse med selskabets opkøb af Borup Transport, sammen med den daværende direktør Leif Tullberg skabte de i den følgende årrække den globale koncern  som i dag er blandt danmarks 10 største børsnoterede virksomheder, målt på omsætning.
Kurt Larsen er ligeledes valgt til bestyrelsen for Brøndby IF siden 31. marts 2009.

## Eksterne referencer
1. ↑  Fondsbørsmeddelelse fra DSV koncernen, med baggrundinformation (Webside ikke længere tilgængelig)
2. ↑  "Nominering til den danske ledelseskanon". Arkiveret fra originalen 7. marts 2016. Hentet 17. juli 2009.
3. ↑  "Brøndby IF Fondsbørsmeddelelse nummer 5/2009 – Referat af ordinær generalforsamling" (PDF). Arkiveret fra originalen (PDF) 4. december 2011. Hentet 9. marts 2010.